# Collegio di Sutton and Cheam
Sutton and Cheam è un collegio elettorale situato nella Grande Londra, e rappresentato alla Camera dei comuni del Parlamento del Regno Unito. Elegge un membro del parlamento con il sistema first-past-the-post, ossia maggioritario a turno unico; l'attuale parlamentare è Luke Taylor, eletto con i Liberal Democratici nel 2024.

## Estensione

Sutton and Cheam dal 2010 al 2024

- 1945-1950: i borghi municipali di Sutton e Cheam.
- 1950-1974: come sopra (dal 1965 divennero ward del borgo londinese di Sutton, ma non furono descritti come tali nella legislazione dell'epoca)
- 1974-1983: i ward del borgo londinese di Sutton di Belmont, Cheam North, Cheam South, Cheam West, Sutton Central, Sutton East, Sutton North, Sutton North East, Sutton South, Sutton South East, Worcester Park North e  Worcester Park South.
- 1983-2010: come sopra, più Rosehill e Sutton West, ma con in meno Sutton South East.
- 2010-2024: i ward del borgo londinese di Sutton di Belmont, Cheam, Nonsuch, Stonecot, Sutton Central, Sutton North, Sutton South, Sutton West e Worcester Park.
- dal 2024: i ward del borgo londinese di Sutton di Belmont, Cheam, North Cheam, Stonecot, Sutton Central, Sutton North, Sutton South, Sutton West and East Cheam, Worcester Park North e Worcester Park South.[1]

## Membri del parlamento
| Elezione | Elezione         | Deputato        | Partito             |
| -------- | ---------------- | --------------- | ------------------- |
|          | 1945             | Sidney Marshall | Conservatore        |
| 1954 (S) | Richard Sharples |                 | Conservatore        |
|          | 1972 (S)         | Graham Tope     | Liberale            |
|          | Feb 1974         | Neil Macfarlane | Conservatore        |
| 1992     | Olga Maitland    |                 | Conservatore        |
|          | 1997             | Paul Burstow    | Liberal Democratici |
|          | 2015             | Paul Scully     | Conservatore        |
|          | 2024             | Luke Taylor     | Liberal Democratici |

## Elezioni

### Elezioni negli anni 2020
| Partito                    | Partito                                         | Candidato                    | Risultati 4 luglio 2024 | Risultati 4 luglio 2024 |
| Partito                    | Partito                                         | Candidato                    | Voti                    | %                       |
| -------------------------- | ----------------------------------------------- | ---------------------------- | ----------------------- | ----------------------- |
|                            | Lib Dem                                         | Luke Taylor                  | 17 576                  | 36,92                   |
|                            | Conservatore                                    | Tom Drummond                 | 13 775                  | 28,94                   |
|                            | Laburista                                       | Chrishni Reshekaron          | 8 430                   | 17,71                   |
|                            | Reform UK                                       | Ryan Powell                  | 5 787                   | 12,16                   |
|                            | Verdi                                           | Aasha Anam                   | 1 721                   | 3,62                    |
|                            | Indipendente                                    | Hamilton Action-Man Kingsley | 317                     | 0,67                    |
|                            |                                                 |                              |                         |                         |
| Iscritti                   | Iscritti                                        | Iscritti                     | 72 302                  | 100,00                  |
| ↳ Votanti (% su iscritti)  | ↳ Votanti (% su iscritti)                       | ↳ Votanti (% su iscritti)    | 47 606                  | 65,84                   |
| ↳ Astenuti (% su iscritti) | ↳ Astenuti (% su iscritti)                      | ↳ Astenuti (% su iscritti)   | 24 696                  | 34,16                   |
|                            |                                                 |                              |                         |                         |
|                            | Esito: collegio passa da Conservatore a Lib Dem |                              |                         |                         |

### Elezioni negli anni 2010
| Partito                    | Partito                                   | Candidato                  | Risultati 12 dicembre 2019 | Risultati 12 dicembre 2019 |
| Partito                    | Partito                                   | Candidato                  | Voti                       | %                          |
| -------------------------- | ----------------------------------------- | -------------------------- | -------------------------- | -------------------------- |
|                            | Conservatore                              | Paul Scully                | 25 235                     | 49,98                      |
|                            | Lib Dem                                   | Hina Bokhari               | 16 884                     | 33,44                      |
|                            | Laburista                                 | Bonnie Craven              | 7 200                      | 14,26                      |
|                            | Verdi                                     | Claire Jackson-Prior       | 1 168                      | 2,31                       |
|                            |                                           |                            |                            |                            |
| Iscritti                   | Iscritti                                  | Iscritti                   | 71 760                     | 100,00                     |
| ↳ Votanti (% su iscritti)  | ↳ Votanti (% su iscritti)                 | ↳ Votanti (% su iscritti)  | 50 487                     | 70,36                      |
| ↳ Astenuti (% su iscritti) | ↳ Astenuti (% su iscritti)                | ↳ Astenuti (% su iscritti) | 21 273                     | 29,64                      |
|                            |                                           |                            |                            |                            |
|                            | Esito: collegio confermato a Conservatore |                            |                            |                            |

| Partito                    | Partito                                   | Candidato                  | Risultati 8 giugno 2017 | Risultati 8 giugno 2017 |
| Partito                    | Partito                                   | Candidato                  | Voti                    | %                       |
| -------------------------- | ----------------------------------------- | -------------------------- | ----------------------- | ----------------------- |
|                            | Conservatore                              | Paul Scully                | 26 567                  | 51,12                   |
|                            | Lib Dem                                   | Amna Ahmad                 | 13 869                  | 26,69                   |
|                            | Laburista                                 | Bonnie Craven              | 10 663                  | 20,52                   |
|                            | Verdi                                     | Claire Jackson-Prior       | 871                     | 1,68                    |
|                            |                                           |                            |                         |                         |
| Iscritti                   | Iscritti                                  | Iscritti                   | 70 404                  | 100,00                  |
| ↳ Votanti (% su iscritti)  | ↳ Votanti (% su iscritti)                 | ↳ Votanti (% su iscritti)  | 51 970                  | 73,82                   |
| ↳ Astenuti (% su iscritti) | ↳ Astenuti (% su iscritti)                | ↳ Astenuti (% su iscritti) | 18 434                  | 26,18                   |
|                            |                                           |                            |                         |                         |
|                            | Esito: collegio confermato a Conservatore |                            |                         |                         |

| Partito                    | Partito                                         | Candidato                  | Risultati 7 maggio 2015 | Risultati 7 maggio 2015 |
| Partito                    | Partito                                         | Candidato                  | Voti                    | %                       |
| -------------------------- | ----------------------------------------------- | -------------------------- | ----------------------- | ----------------------- |
|                            | Conservatore                                    | Paul Scully                | 20 732                  | 41,54                   |
|                            | Lib Dem                                         | Paul Burstow               | 16 811                  | 33,69                   |
|                            | Laburista                                       | Emily Brothers             | 5 546                   | 11,11                   |
|                            | UKIP                                            | Angus Dalgleish            | 5 341                   | 10,70                   |
|                            | Verdi                                           | Maeve Tomlinson            | 1 051                   | 2,11                    |
|                            | National Health Action                          | Dave Ash                   | 345                     | 0,69                    |
|                            | TUSC                                            | Pauline Gorman             | 79                      | 0,16                    |
|                            |                                                 |                            |                         |                         |
| Iscritti                   | Iscritti                                        | Iscritti                   | 69 228                  | 100,00                  |
| ↳ Votanti (% su iscritti)  | ↳ Votanti (% su iscritti)                       | ↳ Votanti (% su iscritti)  | 49 905                  | 72,09                   |
| ↳ Astenuti (% su iscritti) | ↳ Astenuti (% su iscritti)                      | ↳ Astenuti (% su iscritti) | 19 323                  | 27,91                   |
|                            |                                                 |                            |                         |                         |
|                            | Esito: collegio passa da Lib Dem a Conservatore |                            |                         |                         |

| Partito                    | Partito                              | Candidato                  | Risultati 6 maggio 2010 | Risultati 6 maggio 2010 |
| Partito                    | Partito                              | Candidato                  | Voti                    | %                       |
| -------------------------- | ------------------------------------ | -------------------------- | ----------------------- | ----------------------- |
|                            | Lib Dem                              | Paul Burstow               | 22 156                  | 45,67                   |
|                            | Conservatore                         | Philippa Stroud            | 20 548                  | 42,36                   |
|                            | Laburista                            | Kathy Allen                | 3 376                   | 6,96                    |
|                            | BNP                                  | John Clarke                | 1 014                   | 2,09                    |
|                            | UKIP                                 | David Pickles              | 950                     | 1,96                    |
|                            | Verdi                                | Peter Hickson              | 246                     | 0,51                    |
|                            | Democratici                          | John Dodds                 | 106                     | 0,22                    |
|                            | Popoli Cristiani                     | Matthew Connolly           | 52                      | 0,11                    |
|                            | Libertariano                         | Martin Cullip              | 41                      | 0,08                    |
|                            | Independents Federation UK           | Brian Hammond              | 19                      | 0,04                    |
|                            |                                      |                            |                         |                         |
| Iscritti                   | Iscritti                             | Iscritti                   | 66 658                  | 100,00                  |
| ↳ Votanti (% su iscritti)  | ↳ Votanti (% su iscritti)            | ↳ Votanti (% su iscritti)  | 48 508                  | 72,77                   |
| ↳ Astenuti (% su iscritti) | ↳ Astenuti (% su iscritti)           | ↳ Astenuti (% su iscritti) | 18 150                  | 27,23                   |
|                            |                                      |                            |                         |                         |
|                            | Esito: collegio confermato a Lib Dem |                            |                         |                         |

### Elezioni negli anni 2000
| Partito                    | Partito                              | Candidato                  | Risultati 5 maggio 2005 | Risultati 5 maggio 2005 |
| Partito                    | Partito                              | Candidato                  | Voti                    | %                       |
| -------------------------- | ------------------------------------ | -------------------------- | ----------------------- | ----------------------- |
|                            | Lib Dem                              | Paul Burstow               | 19 768                  | 47,14                   |
|                            | Conservatore                         | Richard Willis             | 16 922                  | 40,36                   |
|                            | Laburista                            | Anand Shukla               | 4 954                   | 11,81                   |
|                            | Rainbow Dream Ticket                 | Rainbow George Weiss       | 288                     | 0,69                    |
|                            |                                      |                            |                         |                         |
| Iscritti                   | Iscritti                             | Iscritti                   | 62 885                  | 100,00                  |
| ↳ Votanti (% su iscritti)  | ↳ Votanti (% su iscritti)            | ↳ Votanti (% su iscritti)  | 41 932                  | 66,68                   |
| ↳ Astenuti (% su iscritti) | ↳ Astenuti (% su iscritti)           | ↳ Astenuti (% su iscritti) | 20 953                  | 33,32                   |
|                            |                                      |                            |                         |                         |
|                            | Esito: collegio confermato a Lib Dem |                            |                         |                         |

| Partito                    | Partito                              | Candidato                  | Risultati 7 giugno 2001 | Risultati 7 giugno 2001 |
| Partito                    | Partito                              | Candidato                  | Voti                    | %                       |
| -------------------------- | ------------------------------------ | -------------------------- | ----------------------- | ----------------------- |
|                            | Lib Dem                              | Paul Burstow               | 19 382                  | 48,79                   |
|                            | Conservatore                         | Olga Maitland              | 15 078                  | 37,96                   |
|                            | Laburista                            | Lisa Homan                 | 5 263                   | 13,25                   |
|                            |                                      |                            |                         |                         |
| Iscritti                   | Iscritti                             | Iscritti                   | 63 648                  | 100,00                  |
| ↳ Votanti (% su iscritti)  | ↳ Votanti (% su iscritti)            | ↳ Votanti (% su iscritti)  | 39 723                  | 62,41                   |
| ↳ Astenuti (% su iscritti) | ↳ Astenuti (% su iscritti)           | ↳ Astenuti (% su iscritti) | 23 925                  | 37,59                   |
|                            |                                      |                            |                         |                         |
|                            | Esito: collegio confermato a Lib Dem |                            |                         |                         |

## Risultati dei referendum

### Referendum sulla permanenza del Regno Unito nell'Unione europea del 2016
|             | Collegio         | Lasciare UE % | Rimanere in UE % |
| ----------- | ---------------- | ------------- | ---------------- |
|             | Sutton and Cheam | 51,2%         | 48,8%            |
| Inghilterra | 53,3%            | 46,7%         |                  |
| Regno Unito | 51,9%            | 48,1%         |                  |